# Geschiedenis van de Japanse theeceremonie

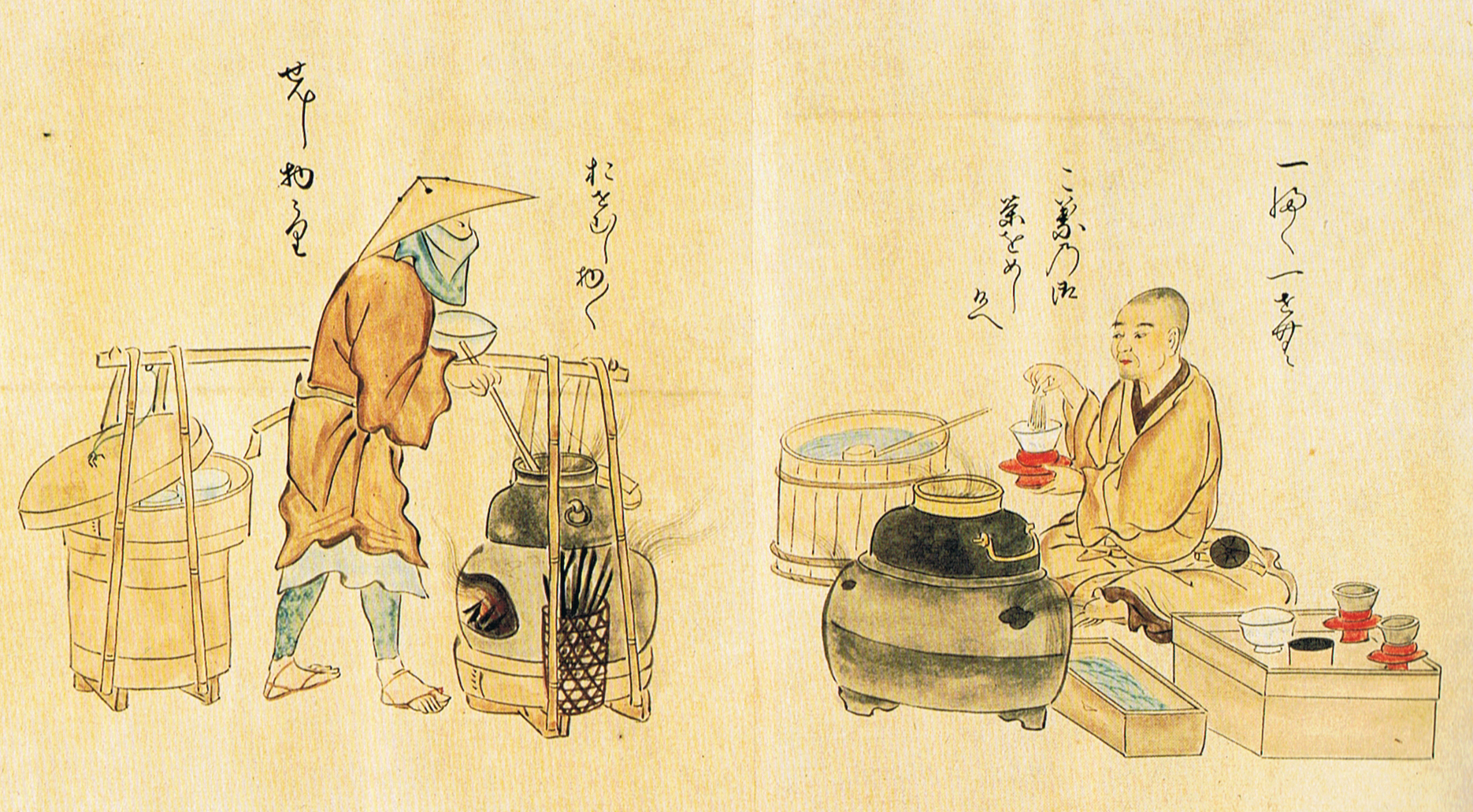

De geschiedenis van de Japanse theeceremonie (Japans: 茶道 chado of sado, "weg van de thee") beslaat meerdere eeuwen. Het begin van de ceremonie ligt bij de introductie van thee in Japan via boeddhistische monniken en hun reizen naar China. Het is een nu nog steeds belangrijk ritueel in de Japanse cultuur. Alles gebeurt volgens vastgestelde regels die gedurende enkele eeuwen tot stand zijn gekomen. De ceremonie is zo serieus van aard, dat het een deel is geworden van het belijden van het boeddhisme, met name de Zen-stroming binnen deze godsdienst. De ceremonie zelf duurt tot enkele uren, afhankelijk van de variant, en bestaat uit het ritueel bereiden en serveren van Matcha, Japanse groene thee.

## Inleiding
Thee was reeds lang bekend in China, voor de drank haar weg maakte tot in Japan. Ze werd eerst en vooral gedronken om medische redenen maar later ook gewoon voor het genot. 

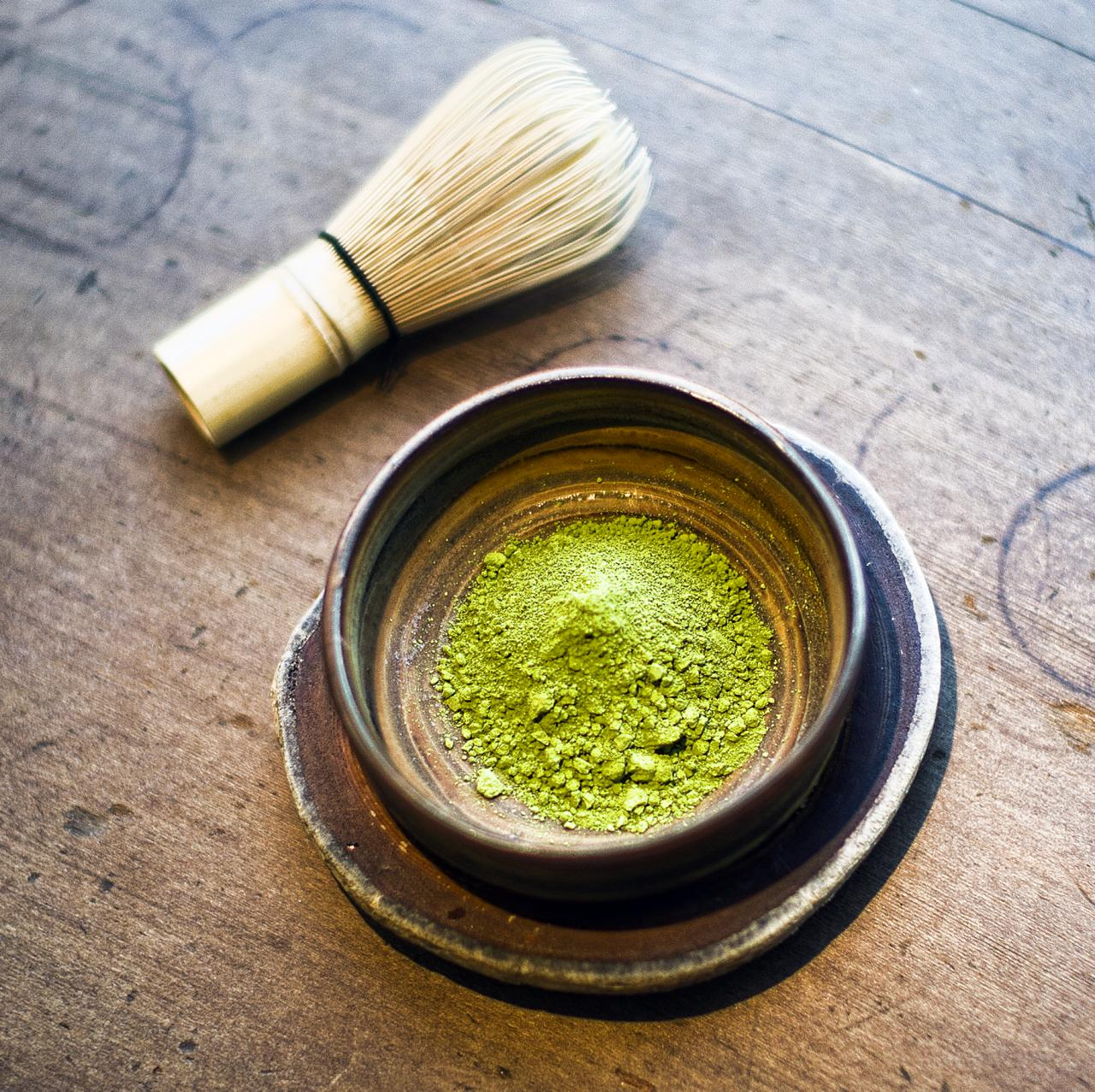
Een bamboe garde en matcha

Tijdens de Tang-Dynastie (618-907) schreef Lu Yu een gedetailleerd boek, Ch’a Ching ("The Classic of Tea") over het juist cultiveren, bereiden en serveren van thee. Hij was zeer beïnvloed door religie, met name door het Zen Boeddhisme. Ch’a Ching heeft later een aanzienlijke impact gehad op de evolutie van de theeceremonie, en hoe die tot op heden verloopt.
De eerste gedocumenteerde bron die spreekt over thee in Japan dateert van omtrent de 9e eeuw. De Boeddhistische monnik Eichū bracht thee mee op zijn terugweg van China. Hij was in China om er de godsdienst te bestuderen.  De toenmalige keizer Saga noteerde in de Nihon Koki hoe een monnik, Eichū, hem een soort groene thee serveerde. (Nu "Sencha" genaamd).
In de 12e eeuw, nadat hij vertrokken was om er filosofie en religie te studeren, keerde een monnik, genaamd Eisai, terug uit China. Bij zijn terugkomst bracht hij theezaden mee, die tegenwoordig bekend zijn als Matcha (抹茶). Hij plantte deze zaden in de buurt van Kyoto, waar deze uitgroeiden tot de beste kwaliteit van thee in Japan. Ook bracht hij een nieuwe manier van thee bereiden mee; eerst de thee bladeren malen, heet water toevoegen en het geheel mengen met een bamboe garde of borsteltje. Deze methode genaamd Tencha (点茶)  vormt de basis voor de theeceremonie van vandaag.
Eisai was de eerste monnik die thee brouwde voor religieuze doeleinden. Hij werd de grondlegger van het Zen Boeddhisme in Japan. Dit bracht weerstand onder de monniken teweeg, omdat ze het niet eens waren met zijn nieuwe blik op religie.

## Kamakura Periode
In de 13e eeuw, tijdens de heerschappij van het Kamakura Bakufu, kon Eisai echter wel rekenen op steun, gezien  de Bakufu de eersten waren die zich bekeerden tot zijn Zen Boeddhisme (Rinzai). Onder deze bescherming van de Bakufu schreef hij een verhandeling genaamd Kissa Yojoki (喫茶養生記 - Record of Healing by Drinking Tea) waarin hij sprak over bepaalde voordelen voor de gezondheid. Hij schreef dat thee een geneesmiddel voor zowat alles was, wat kan bijgedragen hebben tot de populariteitsgroei van de theeceremonie.
In deze periode was thee eerst en vooral een luxe product. Enkel de rijkste en machtigste klassen hadden toegang tot goederen zoals matcha. De samoerai klasse zorgde voor een verspreiding van de populariteit van de theeceremonie in Japan.
Na de val van de Kamakura periode ontstond er een nieuwe klasse onder de Japanse bevolking. Deze groep, genaamd de Gekokujo, waren nobelen met een extravagante levensstijl. Ze hielden zeer vaak ‘theefeestjes’ genaamd Toucha (闘茶), waar de gasten werden getest op hun vermogen om Honcha (本茶 "echte thee") te onderscheiden van andere thee. Na korte tijd ging dit spel gepaard met gokken en extravagante prijzen, wat deze feestjes hun aantrekkingskracht gaf.
Op deze feestjes is er een methode ontstaan om thee door te geven onder gasten. De manier waarop de thee origineel verdeeld werd, was onmogelijk vol te houden bij een groot aantal gasten. Echter, het is niet zeker geweten hoe dit doorgeven in zijn werk ging. Dit heeft invloed gehad op de hedendaagse ceremonie; het is de reden waarom er maar één kom gebruikt wordt.

## Muromachi Periode

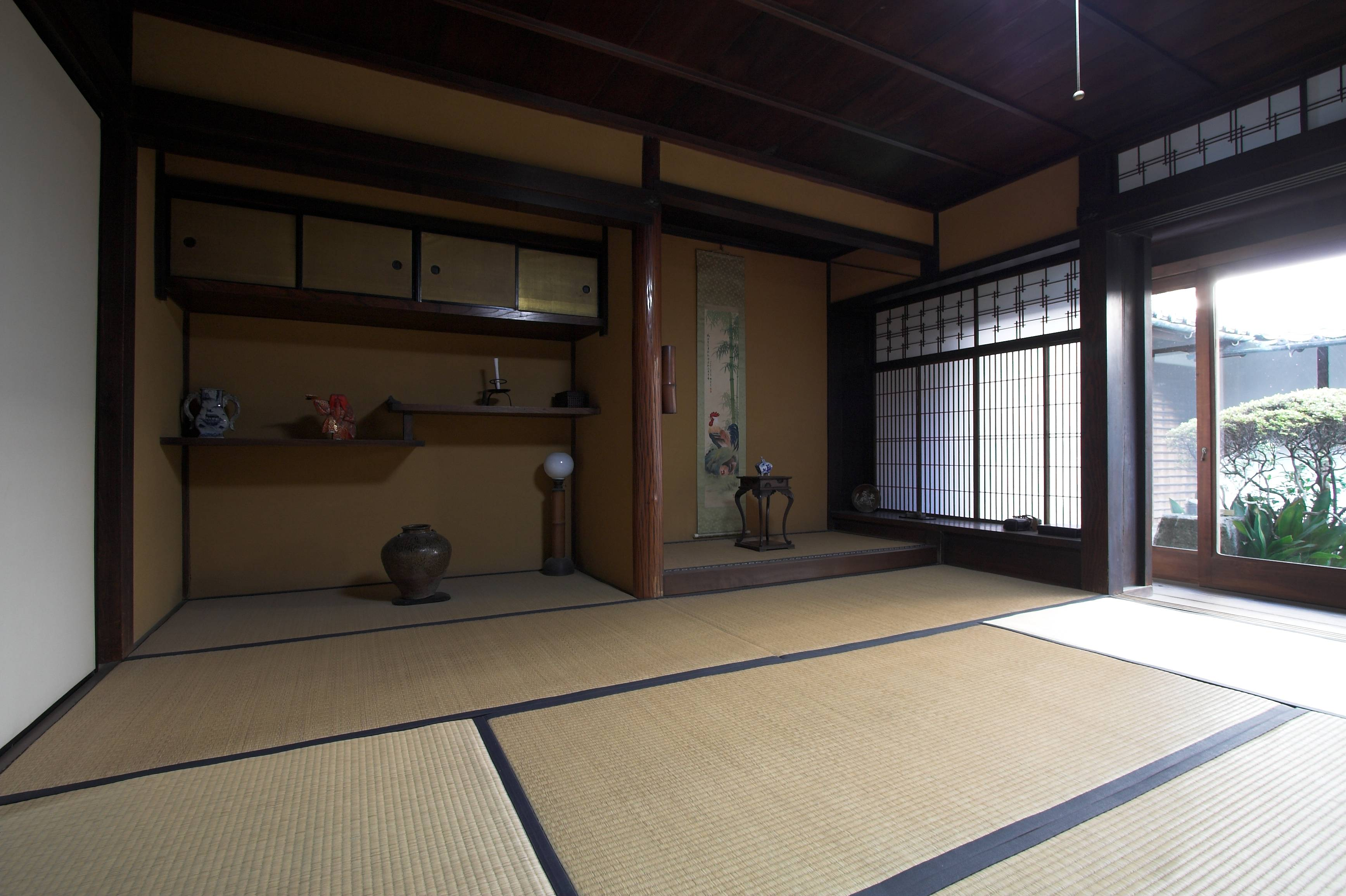
Een Shoin stijl theekamer

Onder Ashikaga Yoshimitsu (足利 義満) en later in deze periode ook onder Ashikaga Yoshimasa (足利 義政) ontwikkelde de cultuur in Japan zich tot de tegenwoordig nog steeds gekende. Deze veranderingen werden ook doorgetrokken in de theecultuur.
De theeceremonie begon zijn eigen esthetiek te krijgen: de principes Wabi en Sabi in het bijzonder. Wabi representeert de innerlijke, of spirituele ervaringen van het leven en betekent voornamelijk: "sobere verfijning, gedempte smaak". Sabi representeert dan weer het uiterlijke, of materiële aspect, en betekende origineel: "verweerd, of verval". Onder de nobelen was het begrijpen van de leegte de eerste stap naar spiritueel ontwaken of verlichting (Satori).
Deze concepten samen met de nieuwe architecturele stijl die toen overheerste (Shoin) zorgden voor veranderingen in de theeceremonie. De kamer waarin de ceremonie gehouden werd kreeg een nieuwe stijl, met een aantal stukken meubilair die uit de Shoin stijl kwamen: een alkoof (tokonoma), een paar legplanken (chigaidana) en een bureau in de zijkant van de alkoof (tsuke-shoin) en tatami als vloerbedekking. Het werd een hobby onder samoerai om deze alkoof te decoreren. Het resultaat was nog steeds vrij extravagant.
Naarmate andere klassen geïnteresseerd werden in thee en de ceremonies errond, werden er meer en meer theeceremonies gehouden in kleinere sobere kamers geschikt voor deze klassen (Soan). Uit dit gebruik werd de kamer Kakoi geboren. (Een term voor een kamer gebruikt voor theeceremonies.)

#### Murata Shuko
Murata Shuko was de grondlegger van deze sober ingerichte kamers. Hij studeerde Zen onder de monnik Ikkyū, wat zijn concept van theeceremonies heeft beïnvloed. Hij heeft zich na zijn studies gewijd aan het perfectioneren van de theeceremonie, en gaf lessen aan iedereen die geïnteresseerd was in de ceremonie. Dit deed hij in zijn eigen kamer in Nara. Hij predikte vooral de simpele, sobere stijl van het Zen Boeddhisme in zijn ceremonie. Shuko staat bekend als de vader van de theeceremonie omdat de hedendaagse etiquette bij hem is ontstaan.
Een belangrijke handelwijze van Shuko is dat hijzelf de thee inschonk voor zijn gasten. De kamer waarin hij dit deed was meestal klein. Ze kon tot 6 gasten ontvangen, wat moest zorgen voor een meer rustige sfeer.
In een brief naar zijn favoriete student schreef hij over zijn idee van verfijnde eenvoud of Kakeru, en de belangrijkheid van het sobere. Er kon ook uit deze brief afgeleid worden dat hij veel moeite deed om de beste combinatie van gebruiksvoorwerpen voor de thee te vinden, waarbij hij zowel Chinese en Japanse voorwerpen in acht nam.

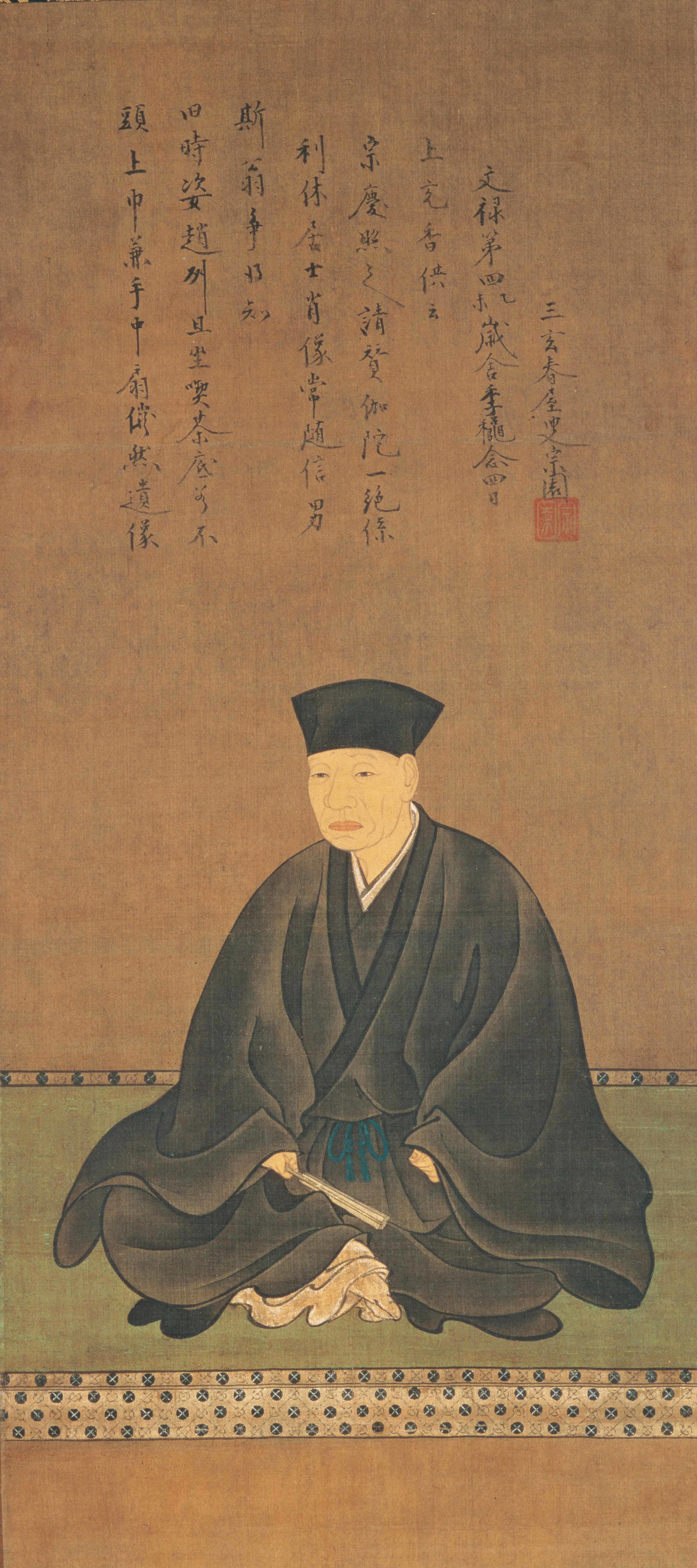
Sen no Rikyu

## Sen no Rikyu
Tijdens de Sengoku periode werd Sen no Rikyu ingehuurd door Oda Nobunaga als theespecialist, en later onder Nobunaga's opvolger Toyotomi Hideyoshi werd hij tot theemeester uitgeroepen. Hij onderging zoals vele anderen ook eerst een Zen training.
Rikyu geloofde sterk in de mogelijkheid van de theeceremonie als middel om vrede te bewerkstelligen. In Rikyu’s tijd werden theekamers gezien als een baken van rust, waar leiders van verschillende clans samen in vrede konden drinken. Zo werd thee een ritueel om zich even te verwijderen van de buitenwereld.
Als er echter vrede heerste werd thee gebruikt als herbevestiging van de orde. In de theeruimte namen gasten in volgorde van hiërarchie plaats: “vennootschap in thee is vennootschap in politiek”
De manier waarop Rikyu thee gebruikte als ritueel, is nu nog steeds een van de meest gekende. Zijn filosofie is ook nog steeds een basis voor de rituelen van nu; dat een samenkomst altijd moet worden gekoesterd, want ze kan nooit herproduceerd worden.
Het was ook tijdens deze periode dat dankzij vele invloeden van buitenaf, en de handelsmissies van Portugal en de Nederlanden dat de rest van de wereld ook in contact kwam met thee. Rikyu maakte tijdens zijn leven vele vrienden onder het thema van de thee.
De reden voor Rikyu's opgelegde rituele zelfmoord is niet helemaal zeker gekend, maar het is wel gekend dat er spanningen waren tussen Toyotomi en Rikyu.

## Hedendaagse theeceremonie
Door de jaren zijn er veel verschillende scholen van theedrinken ontstaan, maar ze delen allen de oude principes. Vooral harmonie, respect en soberheid leven nog steeds overal verder. De hedendaagse theeceremonie is volledig ontstaan in Japan, ook al was thee daar pas later gekend dan in China. De theeceremonie is nog altijd een belangrijk aspect van de Japanse natie en wordt gerespecteerd als eeuwenoude traditie.